# شهرستان هیورن (اوهایو)
شهرستان هیورن، اوهایو (به انگلیسی: Huron County, Ohio) یک سکونتگاه مسکونی در ایالات متحده آمریکا است که در اوهایو واقع شده‌است.